# Pierre Bonnet
Pour les articles homonymes, voir Pierre Bonnet (homonymie) et Bonnet.
Pierre Bonnet, né le 1er septembre 1897 à Villefranche-de-Rouergue et mort le 16 août 1990 à Toulouse, est un arachnologiste français. Son nom reste associé à Bibliographia Araneorum, un immense ouvrage (6 481 pages) consacré à l’étude des publications sur les araignées, fruit de quarante ans de travail.

## Biographie
Il est le fils d’Eugène Bonnet, professeur d'espagnol au collège de Vic-en-Bigorre, et de Clotilde, fille du comte Jean-Baptiste de Villeneuve. Il étudie à Vic en Bigorre.
avant d’être appelé sous les drapeaux en janvier 1916. Il est démobilisé en avril 1919 avec la Croix de guerre. Il reprend ses études à Montpellier et à Toulouse où il est diplômé en zoologie en 1922. Il devient alors préparateur professeur honoraire à l'université  des sciences de Toulouse où il passera toute sa carrière. Il prend sa retraite en 1962 comme maître-assistant, n'ayant jamais pu atteindre le grade de maître de conférences.
Sa thèse, qu’il passe en 1930, est consacrée au développement, au phénomène de la mue, à l’autotomie et la régénération chez les araignées, principalement sur les espèces européennes de Dolomedes. Bonnet fait paraître une cinquantaine d’articles jusqu’en 1945. Ils sont le fruit de très nombreuses observations sur des centaines de spécimens qu’il conserve en élevage, parfois durant des années. Il étudie ainsi le cycle vital de Philaeus chrysops (Salticidae), de Latrodectus geometricus et de Theridion tepidariorum (deux Theridiidae), de Physocyclus simoni (Pholcidae), de Filistata insidiatrix (Filistatidae), etc.
En 1945, il fait paraître le premier volume de sa Bibliographia Araneorum. Le dernier paraît en 1961. Il fait l’analyse de toute la littérature consacrée aux araignées des origines à 1930. Il répertorie tous les noms scientifiques donnés, relève les erreurs, coquilles ou contresens commis par leurs auteurs d’origine, établit des synonymies strictes. Outre la biographie des principaux arachnologues qu’il livre dans la première partie, il donne une analyse thématique de cette littérature. Ce travail, qui serait simple aujourd’hui avec l’informatique, a été réalisé entièrement à la main. Il témoigne qu’il a parfois recopié des ouvrages entiers, prêtés par diverses institutions pour en garder une trace.
Pierre Bonnet réalise en 1947 une pétition qu’il adresse à la Commission internationale de nomenclature zoologique pour que celle-ci accepte, par dérogation, les noms scientifiques créés par Carl Alexander Clerck (v. 1710-1765) en 1757. Ces noms n’étaient pas recevables au regard du Code international de nomenclature zoologique car publiés avant la dixième édition du Systema Naturae de Carl von Linné (1707-1778).
Il se passionne, avec sa femme Camille, professeur d’espagnol, pour la culture espagnole et fait paraître plusieurs articles sur la nationalité de Christophe Colomb (1451-1506) dont celui édité le 10 mars 1972 "Sur le Vrai Nom et la véritable Nationalité de Christophe COLOMB ".
Il est enfin l'auteur d'une masse considérable de poésies, de qualité très variable. Les plus intéressantes sont celles résumant — en vers alexandrins ! — les principales règles de la nomenclature zoologique.